# 루마니아-폴란드 관계
루마니아-폴란드 관계는 폴란드와 루마니아 사이의 외교 관계를 말한다.
양국은 1919년 2월 9일에 외교 관계를 수립했으며, 폴란드는 트란실바니아가 루마니아의 영토임을 인정한 첫 번째 국가였다.
최근에 양국은 정부 대표들을 보내 정기적으로 양국에 방문하고 있으며, 이는 양국이 모두 양국의 협력에 대한 관심이 있음을 가리킨다.
두 국가는 북대서양 조약 기구(NATO)와 유럽 연합(EU)의 정식 회원국이며, 그 외에도 양국은 부쿠레슈티 나인, 3해양 이니셔티브, 유럽 안보 협력 기구와 유럽 평의회 등의 회원국이다.
폴란드의 정책연구소 바르샤바 연구소는 루마니아와 몰도바의 여러 사회 현상을 연구하기 위해 "루마니아 모니터"를 이용하고 있다.

## 역사

### 관계의 시작
루마니아에 폴란드의 영향력이 끼치기 시작한 것은 14세기 몰다비아 공국의 건국 때 부터였는데, 당시 발트해와 흑해 사이의 교류는 양국의 유대 관계를 강화하게 만들었다. 이후 몰다비아는 폴란드 왕국에 속국이 되었고, 폴란드 왕국이 리투아니아 대공국과 합쳐졌으며, 몰다비아는 폴란드-리투아니아의 속국으로 남아 있었다.

### 폴란드-루마니아 동맹

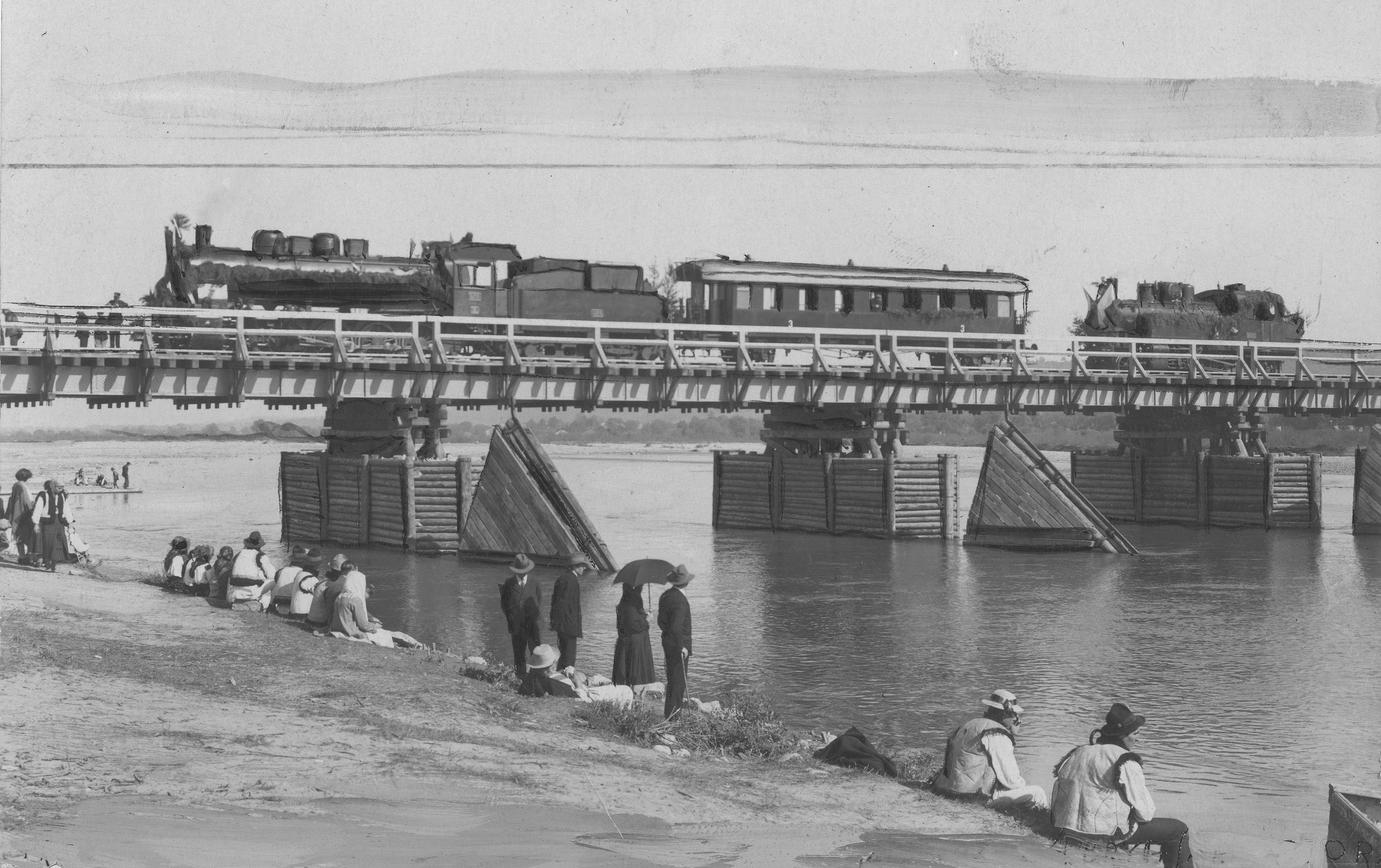
폴란드와 루마니아의 국경에 있는 다리.

1921년, 폴란드 제2공화국과 루마니아 왕국은 여러 조약들을 체결하여 동맹의 기초를 쌓았고, 이는 전간기 내내 이어졌다. 폴란드와 루마니아는 이 시기부터 소련과 독일이 독일-소련 불가침 조약을 맺기 전까지 국경을 맞대고 있었다.

### 루마니아 교두보
폴란드 침공 이후 최대 12만명의 폴란드군은 서방 계획에 따라 루마니아 교두보로 철수하여 루마니아와 헝가리를 무력화시켰다. 이 폴란드군은 제2차 세계대전에 미군이 참전하기 전까지 연합국의 가장 큰 군대 중 하나였다. 독일이 바르바로사 작전으로 소련을 침공하자, 폴란드에서는 25,000명의 난민이 루마니아 교두보를 통해 루마니아 지역으로 피신했다.
1939년 9월, 소련과 독일의 압박에 루마니아는 중립을 선언했음에도, 루마니아로 옮겨진 폴란드의 금을 콘스탄차 항구로 수송하여 터키를 거쳐 프랑스로 철수시키는 것에 동의했다. 빌헬름 파브리시우스 루마니아 주재 독일 대사가 루마니아의 중립 위반에 대해 항의하자 그리고레 가펜쿠는 폴란드의 금 수송에 대해 모른다고 답하면서 조사를 실시할 것만 약속했다. 그러나, 금 수송은 성공적이었고, 독일인들은 분노했다. 또다시 빌헬름 파브리시우스는 루마니아가 중립을 위반했다며 그리고레 가펜쿠를 위협했다.
전쟁 도중, 루마니아는 폴란드의 어린이 난민을 위해 Călimănești, 플로이에슈티와 트르고비슈테에 10개의 폴란드 초등학교와 7개의 고등학교를 설립하였고, 학교를 졸업한 젊은 폴란드인들 중 일부는 루마니아를 떠나 프랑스에서 폴란드군에 합류해 독일군과 싸웠다. 1940년에는 독일이 루마니아까지 영향력을 미치자 일부 폴란드인들은 키프로스로 떠났다.

### 최근 관계

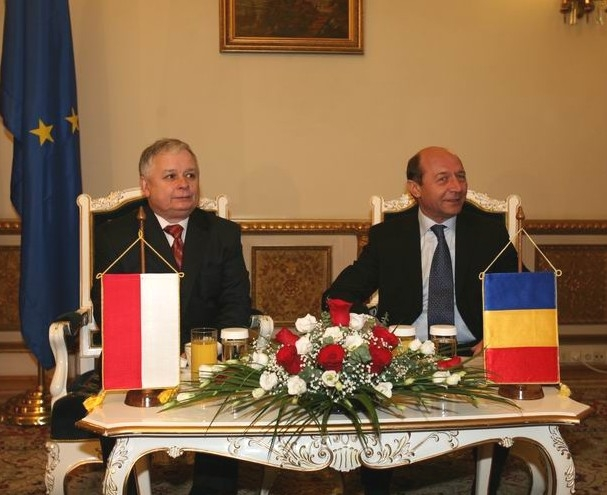
2007년에 루마니아에서 트라이안 버세스쿠 루마니아 대통령과 레흐 카친스키 폴란드 대통령이 만나 이야기를 나누고 있다.

2017년부터 양국은 양국의 영토에 파병대를 배치하여 NATO군으로 주둔하고 있다. 2021년 10월에 폴란드는 루마니아의 코로나19 범유행을 막기 위해 의료 장비와 의료진들을 루마니아에 파견하기도 했다.

## 상업적 관계
폴란드 경제 개발부가 발표한 자료에 따르면 2016년 폴란드와 루마니아의 교역액은 48억 6천만 유로에 달했다.
2020 여성 리더십 포럼(WLF)는 정치, 경제, 교육 분야에서 여성의 역할을 강조하면서 루마니아와 폴란드 간의 협력 강화를 목표로 하여 바르샤바에서 3월 4일부터 5일까지 진행되었다.

## 대사관
- 폴란드는 부쿠레슈티에 주폴란드 루마니아 대사관을 설치하였다.
- 루마니아는 바르샤바에 주루마니아 폴란드 대사관을 설치하였다.

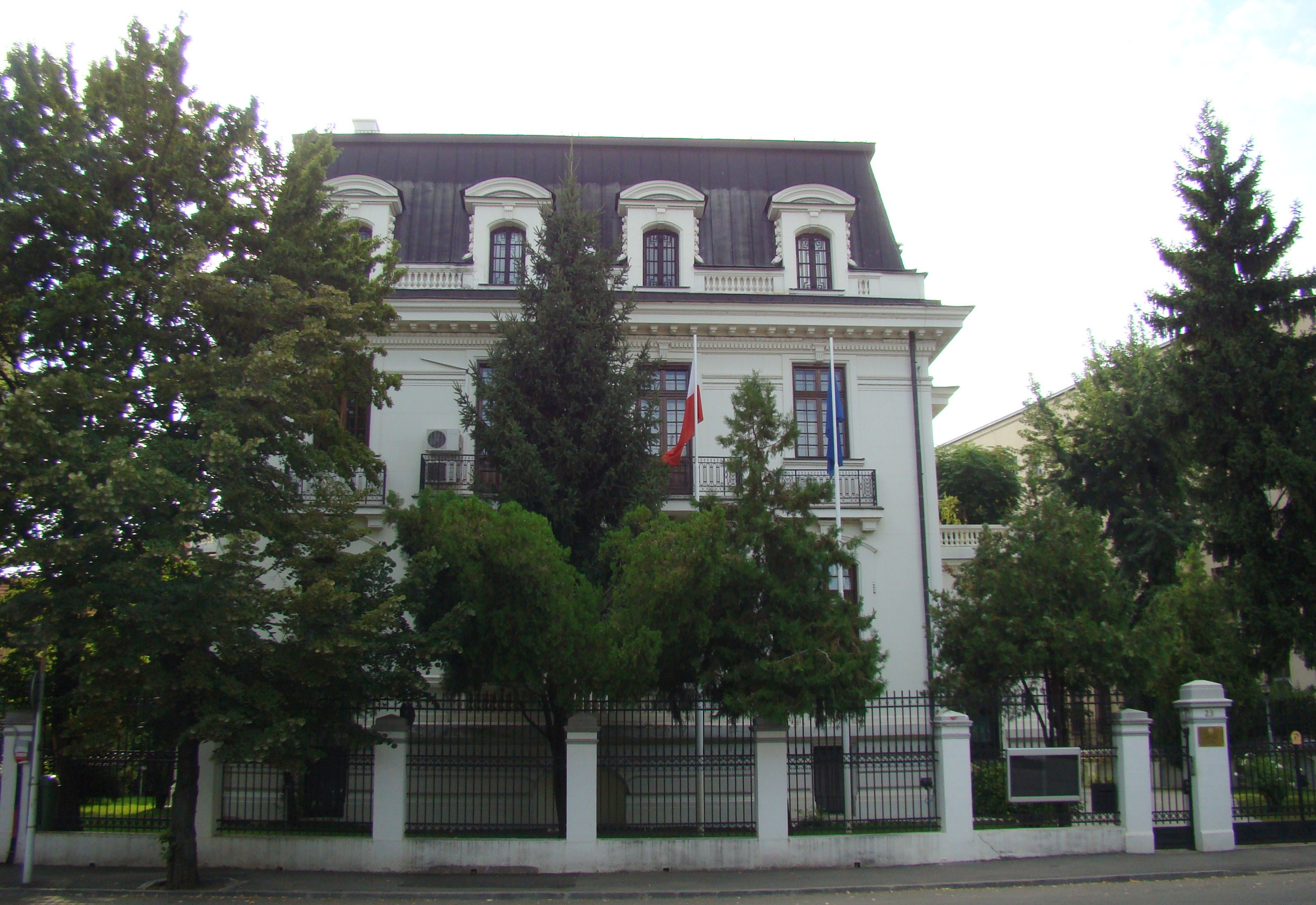
부쿠레슈티의 주폴란드 루마니아 대사관.
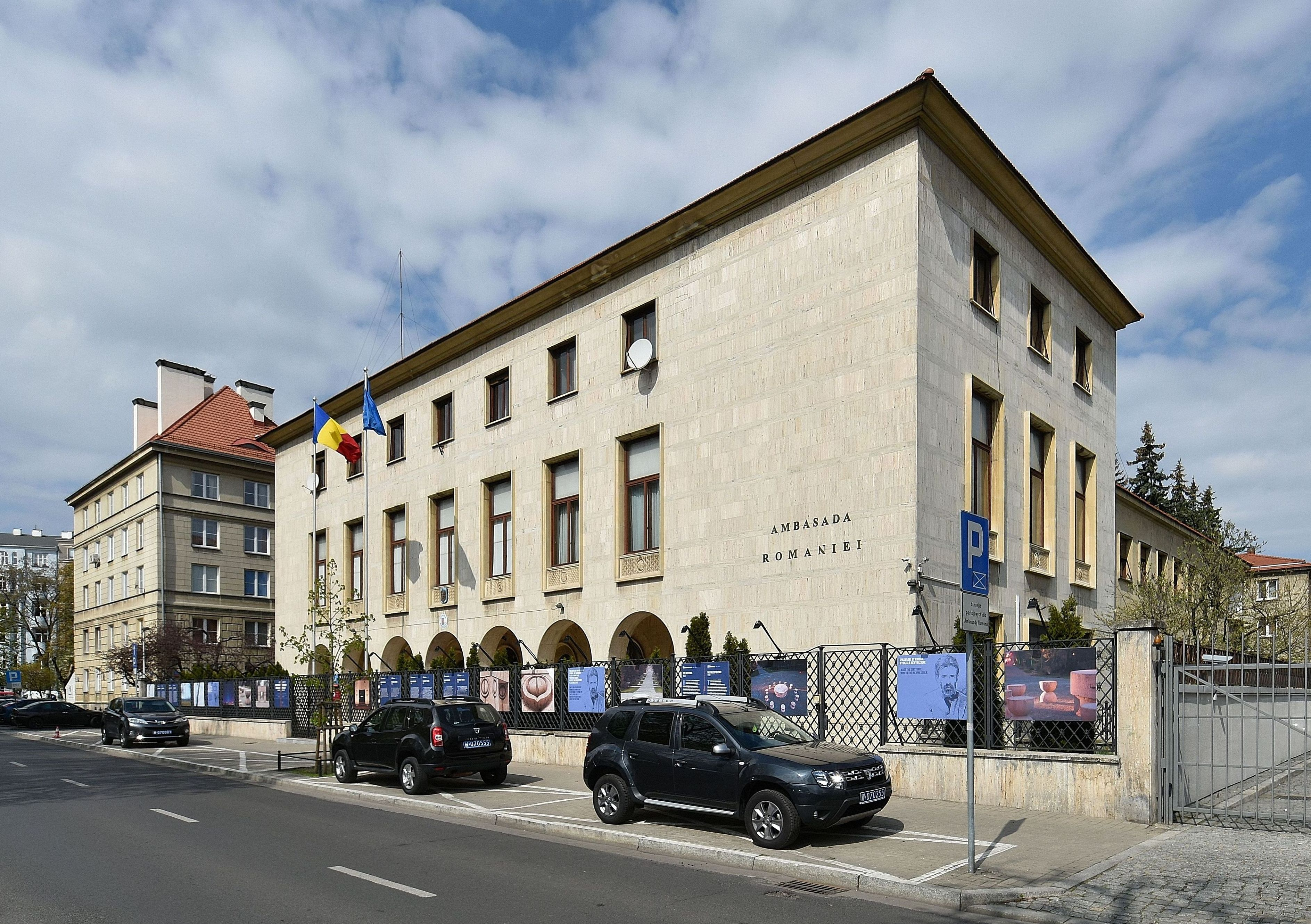
바르샤바의 주루마니아 폴란드 대사관.

## 루마니아에 거주하는 폴란드인
루마니아의 폴란드인들은 루마니아 내에서 소수민족으로 인정받고 있으며, 심지어는 "루마니아 폴란드인 연합"(폴란드어: Związek Polaków w Rumunii "Dom Polski", 루마니아어: Uniunea Polonezilor din România)이라는 정당을 설립하여 하원의원에 1석을 보유하고 있다. 또한, 루마니아 내에서 폴란드인들은 "폴란드 가정"이라는 문화 센터에 방문할 수 있다.

## 같이 보기
- 부쿠레슈티 나인